# Pericoma albipes
Pericoma albipes är en tvåvingeart som beskrevs av Tonnoir 1953. Pericoma albipes ingår i släktet Pericoma och familjen fjärilsmyggor. Inga underarter finns listade i Catalogue of Life.